# Gargenville
Gargenville ist eine französische Gemeinde mit 7848 Einwohnern (Stand 1. Januar 2022) im Département Yvelines in der Region Île-de-France. Sie gehört zum Arrondissement Versailles und ist Teil des Kantons Limay. Die Einwohner nennen sich Gargenvillois.

## Geografie
Die Stadt liegt etwa 45 km westlich von Paris am rechten Ufer der Seine. Ein großer Teil von Gargenville ist Teil des Regionalen Naturparks Vexin français. Zur Gemeinde gehört auch die Seine-Insel Île de Rangiport im Süden. Gargenville wird umgeben von den Nachbargemeinden Brueil-en-Vexin im Norden, Juziers im Osten, Aubergenville im Südosten, Épône im Süden, Mézières-sur-Seine im Südwesten, Issou im Westen und Guitrancourt im Nordwesten.
| 1962                       | 1968 | 1975 | 1982 | 1990 | 1999 | 2006 | 2011 | 2016 | 2022 |
| -------------------------- | ---- | ---- | ---- | ---- | ---- | ---- | ---- | ---- | ---- |
| 3134                       | 4904 | 4663 | 5532 | 6202 | 6611 | 6725 | 6811 | 7201 | 7848 |
| Quellen: Cassini und INSEE |      |      |      |      |      |      |      |      |      |

## Sehenswürdigkeiten

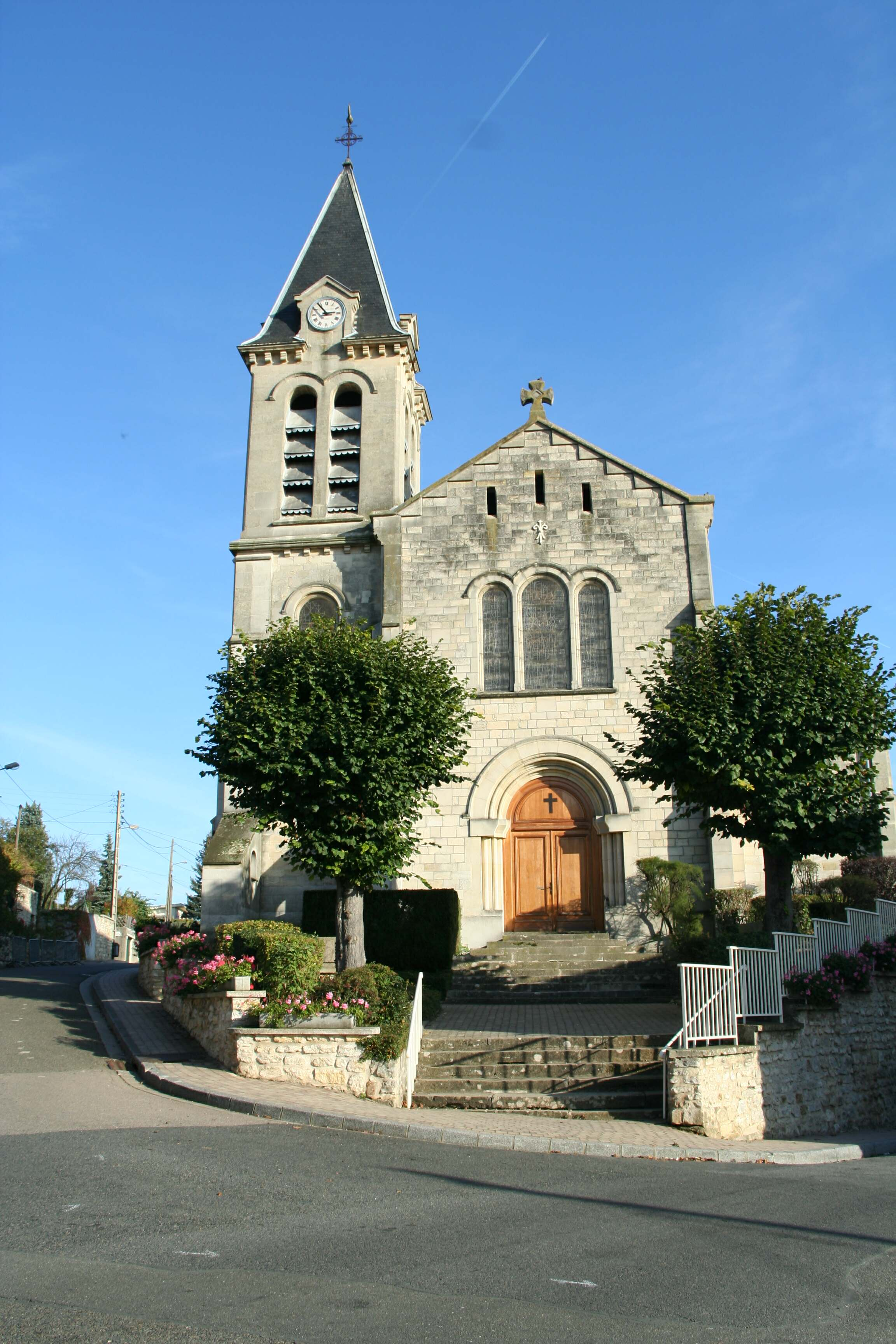
Kirche Saint-Martin

Siehe auch: Liste der Monuments historiques in Gargenville
- Kirche Saint-Martin
- Château de Rangiport, errichtet im 18. Jahrhundert, seit 1996 als internationale Musikakademie genutzt
- Château d’Hanneucourt, errichtet im 18. Jahrhundert
- Waschhäuser

## Wirtschaft
Der Riva-Konzern betreibt hier ein Stahlwerk.